# George L. Rives
George Lockhart Rives (1er mai 1849 - 18 août 1917) est un homme politique américain.

## Biographie

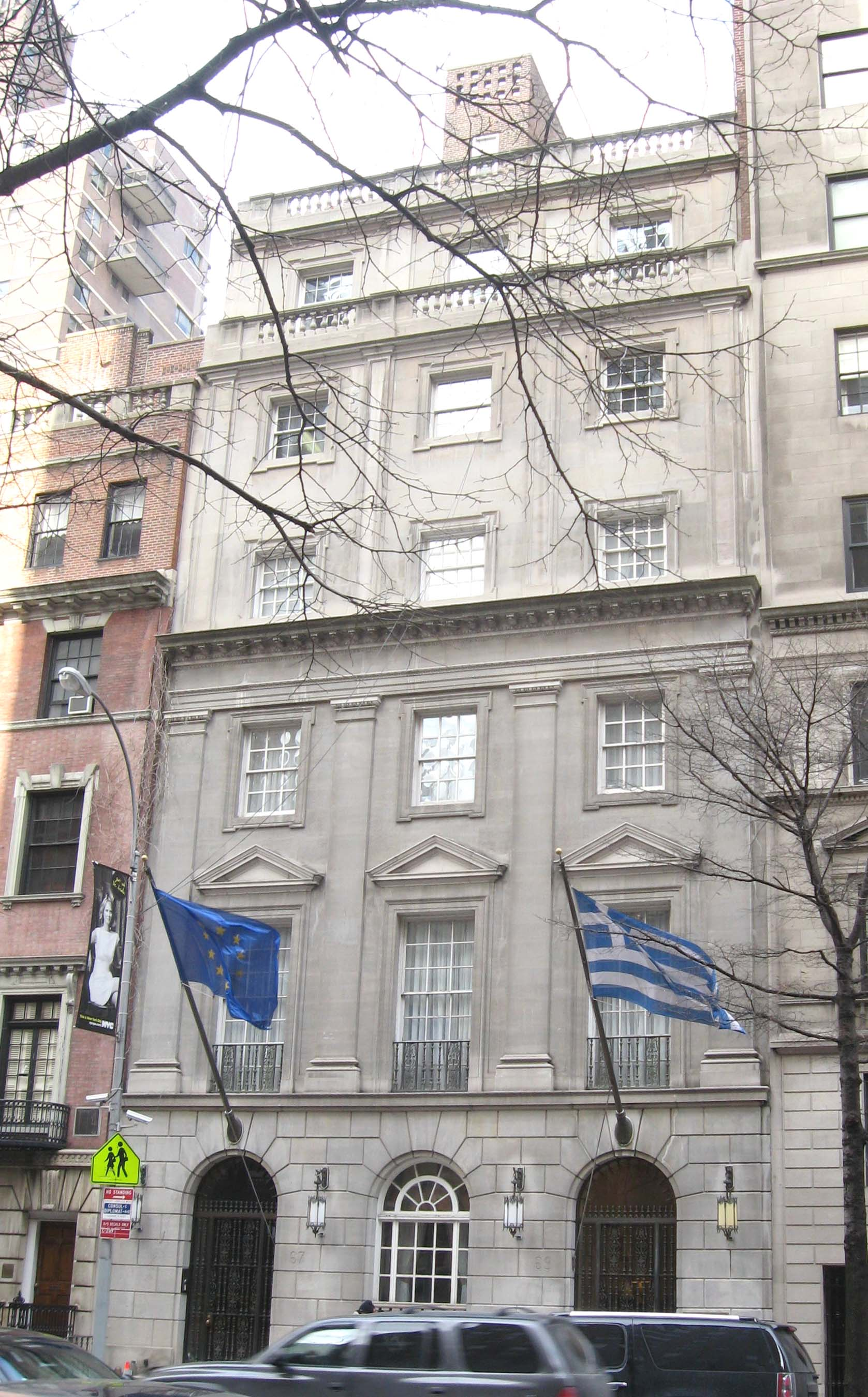
Maison de George L. Rives à Manhattan, aujourd'hui Consulat général de Grèce.

Diplômé du Collège Columbia (Université Columbia) en 1868 de la Columbia Law School en 1873, il est Secrétaire d'État assistant des États-Unis de 1887 à 1889.

## Publications
- The United States and Mexico, 1821-1848: A History of the Relations between the Two Countries from the Independence of Mexico to the Close of the War with the United States, 1913